# Kurt Graunke
Kurt Karl Wilhelm Graunke (ur. 20 września 1915 w Szczecinie, zm. 5 czerwca 2005 w Monachium) – niemiecki kompozytor, skrzypek i dyrygent.

## Życiorys
Studiował w Hochschule für Musik w Berlinie u Gustava Havemanna (skrzypce). Następnie był uczniem Adolfa Lesslego i Hermanna Grabnera (kompozycja), Hannsa Weissego i Hansa Dunschedego (skrzypce) oraz Felixa Husadela (dyrygentura). W latach 1936–1944 występował jako skrzypek na koncertach publicznych i w radio. W czasie II wojny światowej odbył uzupełniające studia u Wolfganga Schneiderhana w Wiedniu. W 1945 roku założył w Monachium własną Symphonie-Orchester-Graunke, z którą występował przez ponad 40 lat na koncertach symfonicznych i w audycjach telewizyjnych, nagrywał też płyty i muzykę filmową.
W swojej twórczości nawiązywał do tradycji niemieckiego romantyzmu. Skomponował m.in. 8 symfonii (I 1969, II 1972, III 1975, IV 1978, V 1981, VI 1982, VII 1983, VIII 1985), Koncert skrzypcowy (1959), Arię na harfę i orkiestrę, 2 tańce symfoniczne. W finale I Symfonii wykorzystał chóralną pieśń pomorską Pommernlied. II Symfonia Graunkego stanowiła część programu artystycznego Letnich Igrzysk Olimpijskich 1972.